# Miłetino
Miłetino (maced. Милетино) – wieś w północno-zachodniej Macedonii Północnej, w gminie Brwenica.